# Duas de Mim
Duas de Mim é um filme brasileiro de 2017, dos gêneros comédia e fantasia, dirigido por Cininha de Paula e escrito por Carolina Castro e L.G. Bayão. Estrelado por Thalita Carauta, conta também com as participações de Latino, Letícia Lima, Alessandra Maestrini, Maria Gladys, Márcio Garcia e Stella Miranda.
O filme teve estreia no Brasil em 28 de setembro de 2017 pela Paris Filmes. Recebeu, em geral, críticas negativas por parte dos críticos e teve um público de cerca de 290 mil pessoas nos cinemas, gerando uma receita de R$ 3.930.701,25.

## Sinopse
Suryellen é uma mulher batalhadora que luta para pagar as dívidas e manter a casa, sustentando o filho, a mãe e a irmã sem noção. Cozinheira e chef de mão cheia, ela trabalha em um restaurante fino, gosta de distribuir quentinhas e sonha que um dia as coisas melhorem em sua vida. Certa noite, Suryellen encontra na rua uma misteriosa doceira mágica, que lhe dá uma fatia do "bolo dos desejos". Com tanto trabalho, ela deseja uma réplica sua para lhe ajudar nas tarefas e para sua surpresa, o desejo é atendido. Só que a tal réplica além de estabanada, é louca, e põe Suryellen em uma série de confusões, principalmente quando ela entra em um  reality (paródia do MasterChef) onde precisa competir contra sua própria chefe, uma mulher fútil.

## Elenco
- Thalita Carauta como Suryellen Mariclenes da Silva: trabalha como cozinheira no restaurante de Valentina em uma rotina de muito trabalho, entra em um reality show culinário para mudar de vida
  - Suriname: sósia de Suryellen que surge após o encontro com a doceira mágica
- Latino como Chicão: trabalha como auxiliar de cozinha no restaurante de Valentina e se apresenta como sósia do cantor Latino e apaixonado por Suryellen
- Letícia Lima como Sarelly da Silva: irmã de Suryellen, irresponsável, sempre deixa a irmã na mão quando esta precisa de sua ajuda
- Alessandra Maestrini como Valentina Albuquerque: proprietária do restaurante de Suryellen, se sua concorrente no reality show culinário
- Maria Gladys como Songa da Silva "Dona Sonja": mãe de Suryellen e Sarelly
- Gabriel Lima como Maxsuel da Silva: filho de Suryellen e Maxwilliam
- Priscila Marinho como Cacau: funcionária do restaurante de Valentina e melhor amiga de Suryellen
- Luma Costa como Helena: chef de cozinha do restaurante
- Gil Coelho como Neto: assistente de produção do reality show
- Nizo Neto como Zé: trabalha como garçom no restaurante de Valentina

#### Participações especiais
- Stella Miranda como Doceira Mágica: dá a Suryellen um bolo mágico para que ela pudesse fazer um pedido resultando no aparecimento de Suriname
- Márcio Garcia como Maxwilliam: ex-marido de Suryellen e pai de Maxsuel
- Camila Amado como Dona Maria: cliente das marmitas de Suryellen
- Thogun Teixeira como pedreiro: trabalha na construção onde Suryellen faz entrega de marmitas
- Carla Daniel como participante do reality show: concorrente do Gran Gorumet
- Claude Troisgros como ele mesmo: apresentador e jurado do Gran Gourmet
- Flávia Quaresma como ela mesma: jurada do Gran Gourmet
- André Mifano como ele mesmo: jurado do Gran Gourmet

## Produção
Duas de Mim teve um orçamento estimado em R$ 4.588.359,99. Esse é o primeiro longa-metragem dirigido por Cininha de Paula, que antes havia trabalhado como diretora apenas em programas televisivos. O filme é uma produção de Iafa Britz e Carolina Castro, da Midgal Filmes, em parceria com a Globo Filmes e Telecine Productions. 
O personagem Chico foi idealizado como cover do cantor Latino antes mesmo do próprio cantor ser convidado para interpretar o personagem.  O ator e diretor Daniel Filho aparece em uma cena do filme, a diretora Cininha de Paula diz que fez questão de que ele aparecesse por ser muito amiga dele, assim como outros de seus amigos também fizeram pequenas participações.
O filme foi rodado inteiramente na região de Marechal Hermes, subúrbio do Rio de Janeiro, contando com locações reais da própria comunidade, como por exemplo a casa da protagonista Suryellen. Esse é o primeiro personagem protagonista de Thalita Carauta e para interpretar as duas personagens centrais do filme, a atriz precisou realizar longas sequências de gravações, chegando a rodar a mesma cena por dez vezes.

## Lançamento
O filme teve estreia comercial a partir de 27 de setembro de 2017 pela Paris Filmes. Alcançou uma média de 290 mil espectadores, ocupando a posição de 14° entre os filmes brasileiros mais assistidos nos cinemas.

## Recepção
O filme foi recebido de forma negativa por parte dos críticos de cinema que fizeram críticas em especial pelo roteiro. Entre o público, o filme também não foi bem avaliado. No site IMDb, possui uma média de 4,5 / 10 com base em 121 avaliações. Já entre os usuários do site AdoroCinema, a nota média do filme é de 2,3 de 5 estrelas, com base em 133 notas e 9 críticas.
Marcelo Janot, em sua crítica ao jornal O Globo, pontuou a previsibilidade do roteiro, escrevendo: O roteiro é previsível do início ao fim, e a virada na relação entre as duas se dá de forma súbita e forçada, mero pretexto para frases feitas de autoajuda com o Quero me tornar chef da minha própria vida e Minha vida é um livro de receitas que vai dar certo." Marcelo Müller, do Papo de Cinema, avaliou o filme como uma comédia rasa, escrevendo: "A diretora faz questão de permanecer num nível raso da comicidade, apostando alto numa representação superficial, bastante maniqueísta, que não aspira à sofisticação, inclusive no que tange à encenação."